# Jan Moninckx

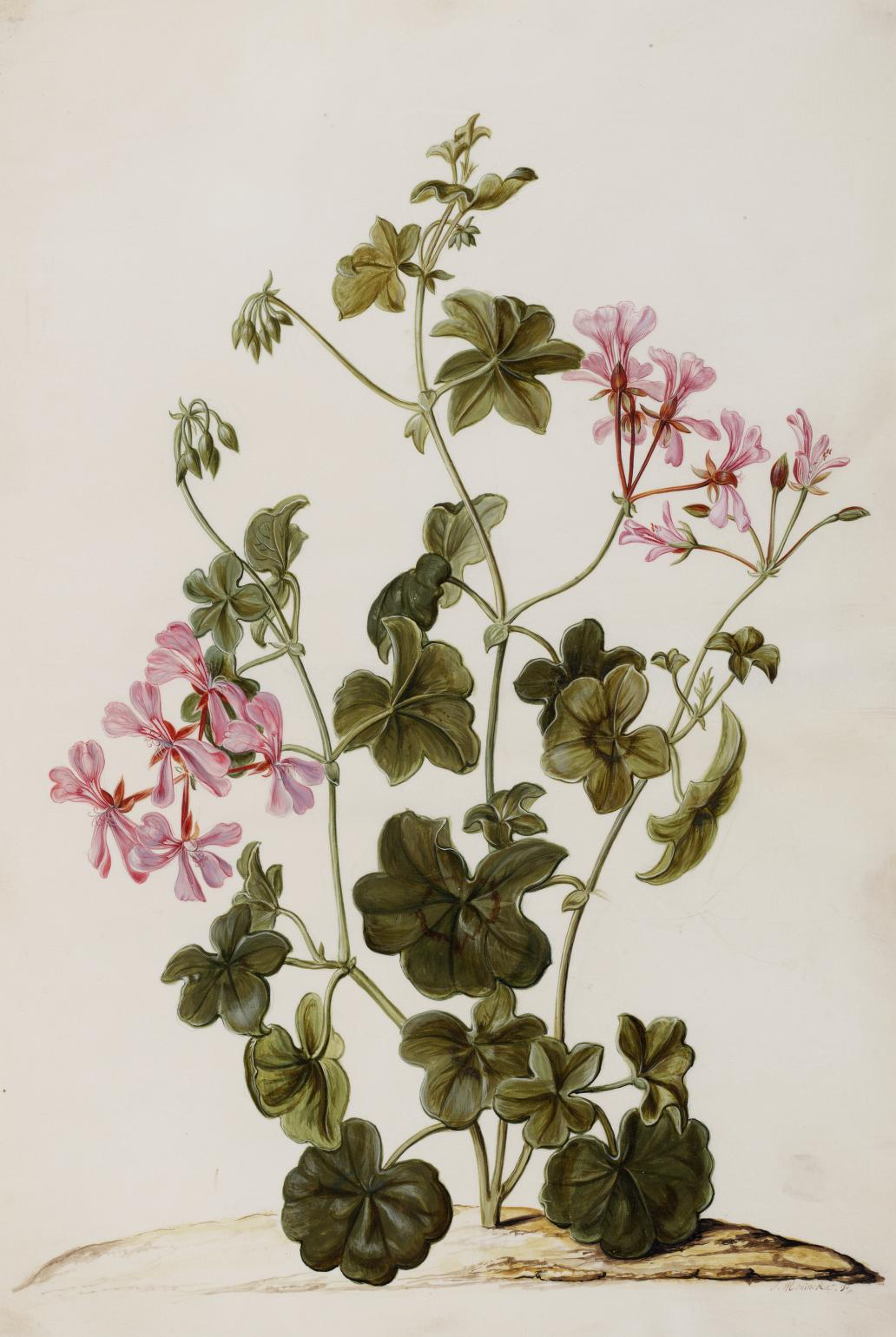
Pelargonium peltatum, 1701

Jan o Johannes Moninckx o Monicks (1655 circa – Amsterdam, 5 agosto 1708  o 1709) è stato un pittore, disegnatore e decoratore olandese specializzato in illustrazioni botaniche.

## Biografia

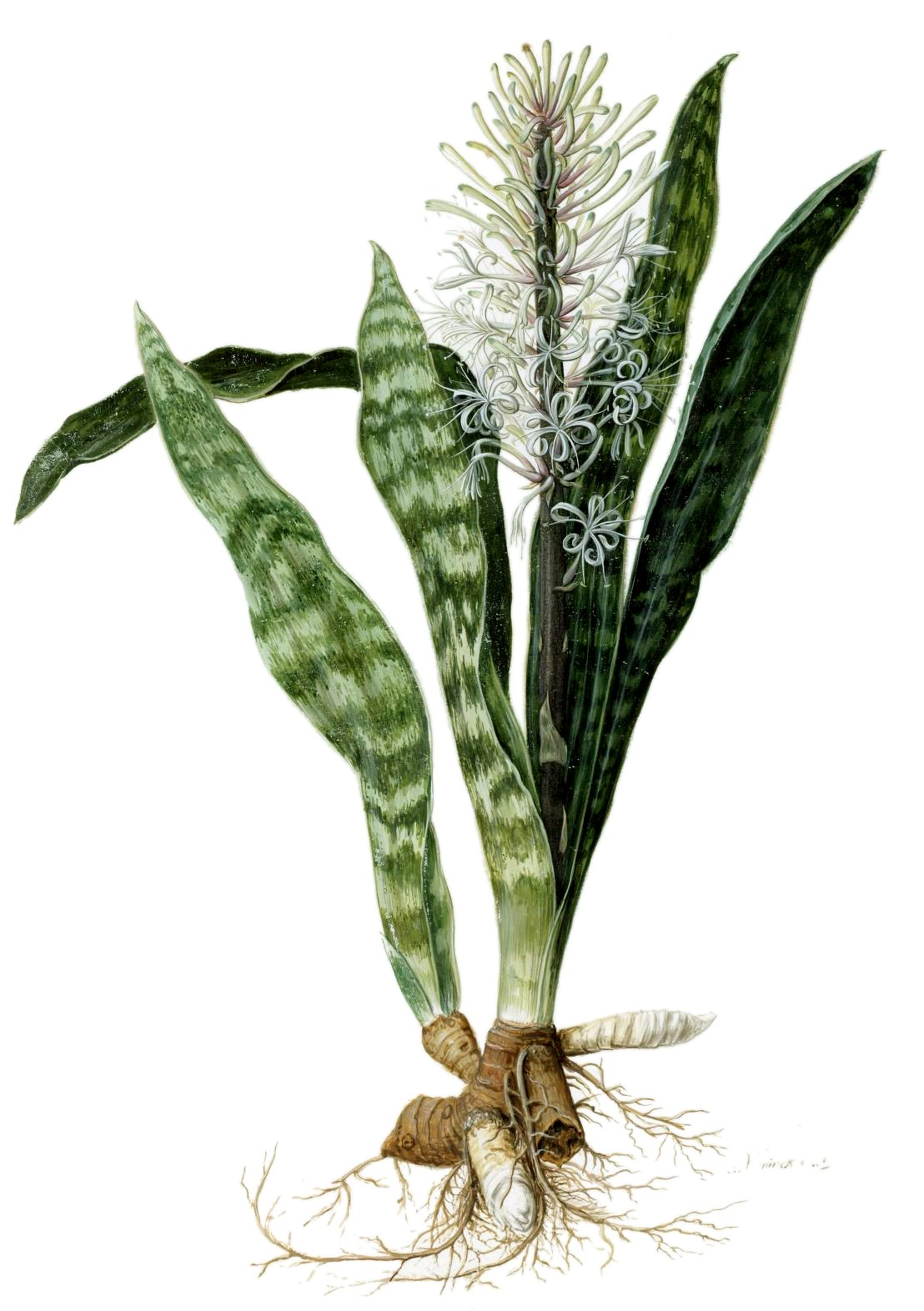
Sansevieria hyacinthoides - acquerello - Atlante Moninckx

Genero di Frederik Ruysch, operò all'Aia dal 1672 al 1673 e a partire dal 1698 ad Amsterdam.
Collaborò con altri artisti, tra cui la sua parente Maria Moninckx, alla realizzazione dell'Atlante Moninckx, costituito da oltre 420 acquerelli di piante esotiche e medicinali presenti nell'Orto botanico di Amsterdam, di cui il suocero era direttore.

## Opere
- Sansevieria hyacinthoides, acquerello, 1700 circa
- Pelargonium peltatum, acquerello, 1701